# Thale
Thale è una città di 16 868 abitanti della Sassonia-Anhalt, in Germania.
Appartiene al circondario dello Harz.

## Storia
L'insediamento di Thale sorse probabilmente all'inizio del X secolo. È documentato nel 936 in connessione con la vicina abbazia di Wendhusen, fondata intorno all'825 come capitolo di canoniche (Kanonissenstift). Fondata da una famiglia comitale dell'Est e basata sul modello dell'abbazia di Herford, fu uno dei primi monasteri del Ducato di Sassonia. Dopo che la regina Matilde, moglie del defunto re Enrico I di Sassonia, tentò invano di trasferire il convento nel 936, esso passò sotto la tutela dell'abbazia di Quedlinburg, appena istituito.
Nel tardo Medioevo, le proprietà erano detenute dai conti sassoni di Regenstein, vassalli dei principi vescovi di Halberstadt. I locali del monastero furono presi d'assalto e devastati nel 1525 durante la guerra dei contadini tedeschi.
Dal 1445 i registri riportano l'esistenza di una fonderia a Thale. Fu ricostruita a partire dal 1648 dopo le devastazioni della Guerra dei Trent'anni ma fu completamente distrutta nel 1670. Dopo che i territori secolarizzati di Halberstadt vennero incorporati dal Brandeburgo-Prussia, nel 1686 venne creato un piccolo mulino a martelli da cui si sviluppò in seguito una nuova ferriera che traeva vantaggio soprattutto dalla vicinanza ai giacimenti di minerale e dalla disponibilità di legname. L'attività durò fino al 1714. Nel 1740 fu riaperta un'attività. Per un breve periodo questa ferriera fu di proprietà del re prussiano Federico il Grande.
Parte della provincia prussiana della Sassonia dal 1815, il primo assale per carri in ferro battuto prodotto nelle terre tedesche fu fabbricato qui nel 1831. Nel 1835 fu fondata a Thale la più antica fabbrica di smalti in lamiera d'acciaio d'Europa. In seguito all'allacciamento della città alla rete ferroviaria nel 1862 con una linea per Berlino, il luogo fiorì così come il numero di lavoratori. Mentre nel 1872 l'industria del ferro contava solo 350 lavoratori, nel 1905 se ne contavano ben 4.400. In particolare, la produzione di smalto contribuì alla fama internazionale di Thale; nel suo periodo di massimo splendore, Thale produceva non meno del 10% della produzione mondiale. Nel 1910 Karl Liebknecht, Rosa Luxemburg e Clara Zetkin parlarono agli operai di Thale. Dal 1916 a Thale si producevano caschi d'acciaio. Durante la Seconda Guerra Mondiale Thale aveva il monopolio di questo prodotto (dal 1934).
Il turismo fiorì a partire dal XIX secolo grazie all'acqua ricca di radon della sorgente Hubertus, aperta nel 1836. Di conseguenza, diversi personaggi letterari visitarono il luogo, tra cui Heinrich Heine, Theodor Fontane e il naturalista Friedrich Wilhelm Leopold Pfeil, soprattutto per la Gola di Bode. Inoltre, i turisti berlinesi apprezzarono la località estiva di Thale. Ciò ha incoraggiato il collegamento di Thale nel 1862 alla linea ferroviaria da Wegeleben. Nel 1909 seguì una diramazione da Blankenburg . Nel 1922 la località ottenne il diritto di città. Dal 12 al 14 giugno 2009 Thale ha ospitato la "Giornata della Sassonia-Anhalt", all'insegna del motto Thale sagenhaft ("Thale leggendaria"), che ha attirato circa 200.000 visitatori.

## Geografia antropica
Appartengono alla città di Thale le frazioni di Allrode, Altenbrak, Friedrichsbrunn, Neinstedt, Stecklenberg, Treseburg, Warnstedt, Weddersleben e Westerhausen.

## Amministrazione

### Gemellaggi
- Seesen, dal 1990
- Juvisy-sur-Orge, dal 1998
- Tillabéri, dal 1998